# Jacques-Paul Migne
Jacques-Paul Migne, né le 5 septembre 1800 à Saint-Flour et mort le 24 octobre 1875 à Paris, est un prêtre catholique français, imprimeur, journaliste et éditeur de livres religieux. Le nom de l’abbé Migne reste attaché aux monumentales éditions de la Patrologia Latina et de la Patrologia Graeca.

## Biographie
Fils d'Étienne Migne, marchand de Saint-Flour, et de Marguerite L'herbet, Jacques-Paul Migne commence ses études au collège de Saint-Flour jusqu'en 1817. Migne fit ses études de théologie au grand séminaire d'Orléans, après quoi il fut professeur de quatrième au collège de Châteaudun. En 1824, il fut ordonné prêtre et envoyé occuper la cure de Puiseaux, mais il préféra démissionner après quelques démêlés avec Jean Brumauld de Beauregard, l’évêque de son diocèse. Monté à Paris en 1833, il y fonda l’Univers religieux, journal catholique, mais politiquement neutre, où lui-même tenait la plume sous la signature « L. M. ». En 1836, il céda l’Univers religieux à Emmanuel-Joseph Bailly de Surcy, qui le fusionna avec son propre organe, la Tribune catholique.
L’un des premiers ecclésiastiques à comprendre le pouvoir de la presse écrite et de l’édition de masse, en cette même année 1836, l’abbé Migne se fit imprimeur au Petit-Montrouge (alors territoire de la commune de Montrouge) et eut l’idée de publier pour la première fois des éditions à bon marché d’ouvrages de théologie, des encyclopédies destinées à l’éducation du peuple et des éditions d’œuvres des pères de l'Église en langue originale (avec traduction latine pour les auteurs grecs). Bientôt, il fut à la tête d’un vaste établissement situé à l'extrémité méridionale de la chaussée du Maine près du carrefour des Quatre-Chemins, auquel il donna le nom d’« Ateliers catholiques », et où plus de 300 ouvriers compositeurs, brocheurs, relieurs, etc., travaillaient sans relâche. il sortit peu d’œuvres originales de cette maison, particulièrement consacrée à la réimpression pure et simple d’anciens ouvrages théologiques ou de collections latines et françaises, édités à bas prix, et avec une extrême rapidité. L’entreprise colossale « Patrologiae cursus completus » assura néanmoins sa réputation à l’« Imprimerie catholique ».
La maison d’édition fut complétée, au cours du Second Empire, par des ateliers de peinture consacrés à la décoration des églises : 
- Deux œuvres de 1858 du peintre victorien Arthur Gilbert, les plus réussies d’une dizaine éparpillées dans toute la France, se trouvent dans le chœur de l'église Saint-Jean-Baptiste d’Audresselles.
- D’autres œuvres, inscrites au titre des Monuments historiques, se trouvent dans l'église Saint-Laurent de Pontacq, dont l’une date de 1858.

La Patrologie (Patrologiæ cursus), l’Encyclopédie théologique et la Bibliothèque de l’abbé Migne comptant les volumes par centaines, cette importante production fit concurrence aux éditeurs accrédités par les églises. L'archevêque de Paris reprocha alors à Migne ses activités commerciales, incompatibles avec son ministère : le prêtre éditeur est suspens à Paris par décision du 2 décembre 1839, et le sera une seconde fois, en 1874, pour trafic de messes. Mal vu de la hiérarchie ecclésiastique en France, il perd même le soutien de Rome. Le pape Pie IX le sanctionna pour avoir mis à la disposition du plus grand nombre des textes habituellement accessibles à un « public plus averti », et il interdit au clergé d’utiliser les fonds paroissiaux pour acheter ses ouvrages. 
L’abbé Migne fut, jusqu’en juin 1856, propriétaire du quotidien la Vérité (ancien Journal des faits), qui, se bornant à reproduire les autres journaux, ambitionnait d’être l’écho impartial de toutes les opinions. Acheté par le banquier Prost, la Vérité devint le Courrier de Paris. L’abbé Migne a repris un journal sous ce dernier titre, en avril 1861.
Dans la nuit du 12 au 13 février 1868, un incendie « d’origine inconnue » qui éclata dans son imprimerie détruisit ses ateliers et anéantit des collections théologiques très considérables,. La perte matérielle, garantie par des assurances, s’éleva, dit-on, à une somme de six à sept millions et les assurances ne couvrirent pas les frais de réfection. Après sa mort, la maison d’édition Garnier frères racheta les droits sur ses éditions.
Jacques-Paul Migne meurt le 25 octobre 1875 à son domicile au no 127 de la chaussée du Maine (actuel no 189 de l'avenue du Maine) dans le 14e arrondissement de Paris. Il repose au cimetière de Montrouge.
Peu connu en France, Jacques-Paul Migne l’est davantage dans des pays comme le Royaume-Uni, les États-Unis, l’Allemagne, l’Italie et la Pologne.

## Hommages

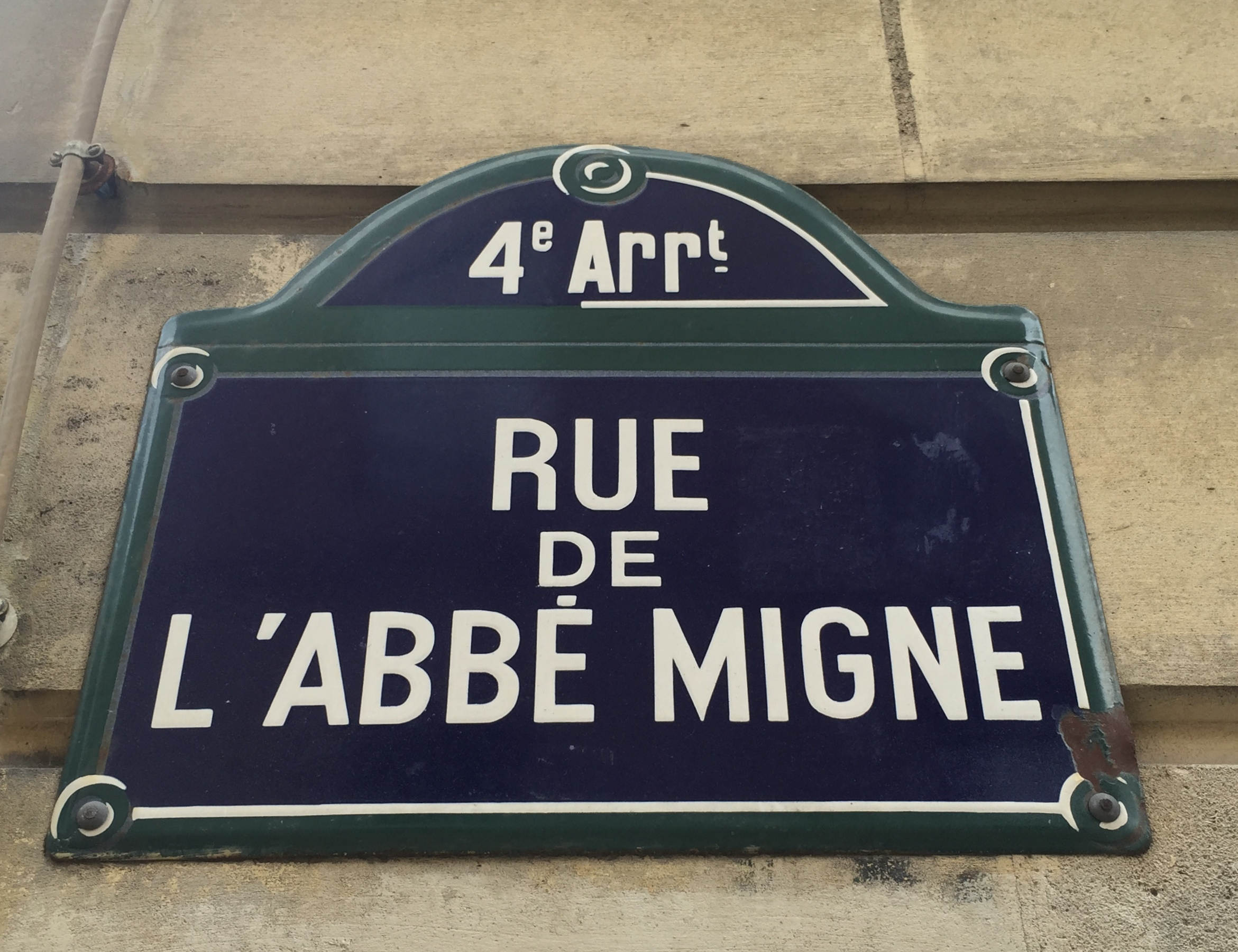
Plaque de rue de la rue de l’Abbé-Migne à Paris.

- En octobre 1975, à l'occasion du centenaire de la mort de Jacques-Paul Migne, une plaque apposée sur l'immeuble où il mourut en 1875 fut inaugurée par le président du Conseil de Paris au no 189 avenue du Maine (no 127 chaussée du Maine en 1875). À cette même occasion, une médaille à son effigie a été frappé par la Monnaie[12] .
- Depuis 1978, le nom de rue de l'Abbé-Migne est attribué à une partie de la rue des Guillemites, située dans le 4e arrondissement de Paris.
- Le square de l'Abbé-Migne, un espace vert du 14e arrondissement, lui rend également hommage.

## Ouvrages publiés
- (la) Scripturae Sacrae.Scripturae Sacrae est un Index composé de commentaires des livres de la Bible.
- (la) Theologiae Cursus, 28 vol., 1840-1845
- (la) Patrologiae.Patrologie : Étude des auteurs chrétiens de l’Antiquité, reconnus traditionnellement par l’Église.
- (la) Patrologiae Latina, Paris, 1844-45, 221 vol. (lire en ligne).
- Patrologia Graeca, 85 vol., 1856-1857.
- Graeca : avec traduction latine, Paris, 1857, 165 vol. (lire en ligne)
- Encyclopédie Théologique. Dans un registre différent, malgré son titre, on lui doit une Encyclopédie théologique ou Série de Dictionnaires sur toutes les parties de la science religieuse, éditée en 1832, qui comprend des dictionnaires de sciences profanes faisant autorité, tels que :
  - Dictionnaire de numismatique
  - Dictionnaire des religions : (t. 1 (A-C, 1848, sur Gallica) et t. 1 (A-C, 1848) sur Google Livres ; t. 2 (D-I, 1849) ; t. 3 (J-P, 1850, sur Gallica et t. 3 (J-P, 1857) sur Google Livres ; t. 4 (p. 1-1150 : Q-Z ; et supplément p. 1151-1196, 1851), sur archive.org.
  - Dictionnaire universel et complet des conciles, t. 1, 1847, sur archive.org (lire en ligne) et t. 2, sur books.google.fr
- Bibliothèque Universelle du Clergé, 171 vol., 1844-1846.Cours complets sur chaque branche de la science ecclésiastique.
- Dom Augustin Calmet, Dictionnaire de la Bible, historique, archéologique, philologique, chronologique, géographique et littéral, revu par l’abbé A. F. James, t. 4, 677 p.
- L.-F. Jéhan de Saint-Clavien, Dictionnaire de botanique, organographie, anatomie, physiologie végétale, méthodologie et géographie botanique, 752 p.
- Paul Jouhanneaud, Dictionnaire d’anecdotes chrétiennes puisées dans les annales de la religion, dans les auteurs ascétiques, les ouvrages les plus moraux et diverses vies des saints, 618 p..
- Comte de Douhet, Dictionnaire des légendes du christianisme ou collection d’histoires apocryphes et merveilleuses se rapportant à l’ancien et le nouveau testament, des vies des saints, et cantiques, 677 p.
- Dictionnaire des apocryphes, ou collection de tous les livres apocryphes relatifs à l’ancien et au nouveau testament, pour la plupart traduits en français pour la 1re fois sur les textes originaux, table des matières t. 1, t. 2, traductions intégrales du Sépher Yaschar, Livre de Hénoc, Livre du Combat d’Adam ; etc., t. 1, 689 p., t. 2, 675 p..
- Abbé Leganu, Dictionnaire des prophéties et miracles : les prophéties et les miracles vrais ou faux conservés par l’Histoire suivant leur degré d’importance et l’influence qu’ils ont exercée sur les évènements contemporains ; la biographie des plus fameux thaumaturges anciens et modernes ; l’art de la prophétie et de la thaumaturgie, comprenant les prophéties et les miracles relatés dans les Saintes Écritures ; précédé d’une introduction en forme de dissertation préliminaire sur les véritables prophéties et les vrais miracles, et la preuve qui en résulte pour la religion chrétienne ; suivi d’un tableau général des prophéties bibliques et d’une table analytique et raisonnée de tout l’ouvrage selon un ordre méthodique, Clergé de Saint-Germain l’Auxerrois, 614 p.
- Abbé Bertrand, Dictionnaire de toutes les religions du monde, universel, historique et comparatif. Dictionnaire de toutes les religions du monde : comprenant le judaisme, le christianisme, le paganisme, le sabéisme, le magisme, le druidisme, le brahmanisme, le bouddhisme, le chamanisme, l’islamisme, le fétichisme, etc ; les hérésies et les schismes qui se sont introduits dans l’église chrétienne, les sectes, les ordres religieux tant des chrétiens que des peuples infidèles, les rites, usages, etc., Société asiatique de Paris, 611 p..
- Barbié du Bocage, Dictionnaire de géographie sacrée et ecclésiastique contenant le Dictionnaire géographique de la Bible, introduction à la géographie chrétienne depuis la prédication de l’évangile, aperçu des problèmes de la géographie physique, statistique des peuples et des villes de la géographie antérieure à l’an 500; etc.
- M. Benoist, A. de Chesnel, abbé Riondey, Dictionnaire de géographie sacrée : un vocabulaire des noms latins ; un tableau complet des patriarcats, des métropoles et des évêques du monde chrétien, depuis les premiers siècles jusqu’en 1848; la description des diverses contrées, des montagnes, des principaux fleuves du globe, des villes patriarcales, métropolitaines, épiscopales, des grandes abbayes, des localités remarquables par les conciles qui s’y tinrent, des monuments ou des souvenirs religieux, ainsi que des villes célèbres de l’islamisme ; un résumé des missions catholiques, des différentes missions protestantes, de la géographie musulmane ; une exposition des travaux et des opinions des anthropologistes modernes ; un essai sur la philosophie de la géographie et une bibliographie géographique, t. 1, 616 p., t. 2, 666 p., t. 3, 638 p..
- Dictionnaire d’épigraphie chrétienne, renfermant une collection d’inscription des différents pays de la chrétienté aux premiers temps de notre ère suivi d’une classification géographique des inscriptions, 658 p.
- Louis de Sivry et Jean-Baptiste-Joseph Champagnac, Dictionnaire des pèlerinages anciens et modernes, lieux de dévotion les plus célèbres de l’univers, renfermant l’histoire abrégée des sanctuaires, fêtes et cérémonies ; l’indication des villes, des montagnes, rivière ou fleuves consacrés par la foi des peuples ; détail topographique des chapelles, églises et temples avec notice spéciale sur les statues miraculeuses, l’énumération des reliques ; etc., t. 1, 618 p., t. 2, 726 p.
- M. L. De Sauley, Dictionnaire des antiquités bibliques, traitant de l’archéologie sacrée, des monuments hébraïques, des localités célèbres, des noms modernes et antiques, de la description des terres bibliques, 523 p.
- Dictionnaire de paléographie, de cryptographie, de dactylologie, d’hiéroglyphie, de sténographie et de télégraphie, 688 p.
- Religieux Bénédictins de la Congrégation de Saint-Maur, Dictionnaire de statistique religieuse et de l’art de vérifier les dates, des faits historiques, chartes, chroniques et monuments, de la naissance de notre-seigneur jusqu’à l’an 1750, par le moyen d’une table chronologique, avec deux calendriers perpétuels ; chronologie historique, etc., 550 p.
- Comte de Douhet, Dictionnaire des mystères ou collection générale des mystères, moralités, et cérémonies ayant un caractère public et un but religieux et moral et joués sous le patronage des personnages ecclésiastiques ou confréries religieuses ; suivi d’une notice sur le théâtre libre depuis les premiers siècles de l’ère chrétienne jusqu’aux temps modernes, 800 p.
- Marquis Adolphe de Chesnel, Dictionnaire de géologie, suivi d’esquisses géologiques et géographiques.
- Jean-Baptiste-Joseph Champagnac, Dictionnaire de chronologie universelle suivi d’une concordance des calendriers républicain et grégorien depuis le 22 septembre 1793 jusqu’au 1er janvier 1806, 724 p.
- Collection des auteurs sacrés, 100 vol., 1846-1848.